# 蓋勒塞尼鄉
45°1′N 26°47′E / 45.017°N 26.783°E
蓋勒塞尼鄉（羅馬尼亞語：Comuna Gherăseni, Buzău），是羅馬尼亞的鄉份，位於該國東南部，由布澤烏縣負責管轄，面積56平方公里，海拔高度80米，2007年人口3,663，人口密度每平方公里65人。